# Глобальная деревня
Глобальная деревня — термин, введённый Маршаллом Маклюэном в его книгах «Галактика Гутенберга. Становление человека печатающего» (The Gutenberg Galaxy: The Making of Typographic Man, 1962) и «Понимание средств коммуникации: внешние продолжения человека» (Understanding Media: The Extensions of Man, 1964) для понимания положения, сложившегося на планете с появлением электричества как средства мгновенной связи и производных от него электронных средств коммуникации: Маклюэн показывает, как в результате Земной шар «сжался» до размеров «деревни» (наступило время имплозии), стала в принципе возможной мгновенная интерактивная передача сообщений из любой точки мира в любые другие и в этой связи стали появляться всё более качественные программные продукты (см. Social Software). Глобальная деревня «абсолютно обеспечивает несогласие по всем вопросам» (McLuhan: Hot & Cool, NY, Signet Books published by The New American Library, Inc., 1967, p. 272).

## Происхождение термина
Термин «глобальная деревня» вошёл в научный обиход благодаря работам Маклюэна, согласно сыну Маршалла Маклюэна Эрику (опубликовано в журнале «Исследования Маклюэна»). Хотя авторство термина нередко приписывают французскому философу и теологу Пьеру Тейяру де Шардену (кстати, без указания источника), Эрик Маклюэн опровергал это мнение:
«Меня часто спрашивают о происхождении термина „глобальная деревня“ в работах отца. Иногда термин приписывают Тейяру де Шардену. Отец, однако, несколько раз говорил, что Тейяр никогда не был его источником». Если термин был не плодом Маршалла Маклюэна, то скорее всего он «был позаимствован им либо у Джеймса Джойса в его „Поминках по Финнегану“, либо у Перси Уиндэма Льюиса в его „Америке и космическом человеке“».
«Поминки по Финнегану» Джойса были опубликованы в 1939 году, «Америка и космический человек» Льюиса — в 1948. Эрик Маклюэн говорил, что его отец конечно же читал и «Поминки…», и «Америку и космического человека», но тем не менее, скорее всего «задумал глобальную деревню, когда увидел сходные мысли у Джойса и Льюиса».

## Место «глобальной деревни» в истории, согласно Маклюэну
Маршалл Маклюэн считал, что «тип общества определяется господствующим в нем типом коммуникации, а человеческое восприятие — скоростью передачи этой информации» В истории цивилизации М. Маклюэн выделил три этапа:
1. первобытная, дописьменная культура (восприятие и понимание окружающего мира благодаря устным формам связи и передачи информации);
2. культура письменно-печатная, почитание книжной культуры (завершается формированием «Галактики Гутенберга» — своеобразной эпохой индивидуализма, национализма и промышленных революций);
3. современный этап, электронное общество (термин введен М. Маклюэном в 1962 году), отходящий от книжной культуры в сторону электронных средств коммуникации («глобальная деревня», в которой посредством электронных средств коммуникации задается многомерное понимание мира, в основном, по принципу одновременности)[4].

Говоря о современном этапе, необходимо, однако, отметить, что для качественного мышления письменные навыки должны обязательно практиковаться, и, как М. Маклюэн и утверждает в «Гутенберговой галактике: создание типографского человека» (The Gutenberg Galaxy: The Making of Typographic Man, 1962), «если не произойдет какой-либо катастрофы, то письменность и визуальные привычки могут еще долгое время быть противовесом электричеству и сознанию „единого поля“». Чем богаче письменное наследие культуры, тем сильнее она является уравновешивающим началом нормам восприятия и мышления по правилам «единого поля». Хотя в «Гутенберговой галактике» Маклюэн метафорически показывает, что с использованием электронных средств коммуникации происходит «сжатие» мира (имплозия) до размеров как бы деревни.
Термин «глобальная деревня», соответственно, используется как метафора для понимания и интернета как «Всемирной паутины». «Всемирная паутина» делает расстояние между пользователями физически несущественным, и время здесь воспринимается не линейно-последовательно, а как то, что также дано всё сразу, то есть по принципу одновременности.
Житель «глобальной деревни» — «электронный человек» (понятие введено М. Маклюэном в 1962 г.)", человек в условиях приоритета электронных коммуникаций. Отсюда необходимость его исследования в соответствии с его собственной природой. Основное направление таких исследований — экология средств коммуникации (media ecology), оформившаяся в самостоятельную научную дисциплину в начале 1960-х годов в Канаде и США.

## Глобальный театр
В опубликованной в 1964 году книге «Понимание средств коммуникации (Understanding Media)» Маклюэн вводит термин «глобальный театр» («global theater»). Речь идет о переходе от «человека массы», ориентированному в основном на повседневно стандартизированное потребление, к человеку, вовлеченному в требующее его личной самостоятельности повседневное производство информации. Маршалл Маклюэн наблюдал смену видов электронных средств коммуникации, которая по своей скорости, возможно, «выводит за пределы собственно человеческого». Маклюэн жил в эпоху, начатую запуском первого искусственного спутника Земли, спутникового телевидения и ЭВМ 4-го поколения. Запуск Спутника 4 октября 1957 года (Маклюэн употребляет в этой связи слово Sputnik) нашел отражение в работах Маклюэна: «глобальная деревня» понимается Маклуэном как «глобальный театр» в связи с тем, что с появлением Спутника на первый план на планете Земля вышли проблемы повседневного восходящего преобразования человеческой жизни, предполагающие для своего наилучшего решения участия всех и каждого, участия всего человечества (в качестве ведущего типа мышления в этой связи Маклюэн называет обеспечиваемое мгновенно действующими электронными коммуникациями «экологическое мышление»).
Согласно Маклюэну, глобальная деревня «абсолютно обеспечивает максимально возможное несогласие по всем вопросам» (McLuhan: Hot & Cool. New York: The New American Library, p. 272): электричество как основное средство коммуникации (с его скоростью около трехсот тысяч км. в секунду) упраздняет на планете практическую значимость линейно-понимаемых времени и пространства, и все на ней становится одинаково близко и непосредственно взаимосвязано. Люди — неожиданно для себя — все более основательно «втягиваются», «влезают», «вплетаются», «проникают» в жизнь друг друга.

## Критика
Исследовательница И. Б. Архангельская считает необоснованной мысль Маклюэна о том, что с появлением электронных, как она пишет, «СМИ» («средства массовой информации (СМИ)» — это перевод с французского «moyens d’information de masse»; в русском языке аналогом английского «media of mass communication (mass media)» является термин «средства массовой коммуникации») и превращением мира в «глобальную деревню» национальные конфликты должны пойти на убыль.

 В современном мире, где главную роль играют телевидение и Интернет, не уменьшилось количество войн и международных конфликтов. Подобные заявления … свидетельствуют о стремлении идеализировать электронные СМИ, преувеличить их роль в жизни современного общества. «Глобальная деревня» без национальных конфликтов, несомненно, красивый финал для художественного произведения, но для научной работы данное утверждение не имеет под собой оснований: оно основано лишь на личном мнении автора, который не опирается ни на серьезные исследования, ни на расчеты, ни на экспертные оценки. — И. Б. Архангельская «Маршал Маклюэн. Монография»
Отметим здесь ряд неточностей. Во-первых, у Маклюэна, как и в английском языке вообще, используется термин «СМК» (средства массовой коммуникации — media of mass communication, в дальнейшем преимущественно mass media и, в этом значении, media). Во-вторых, приписываемое здесь Маклюэну понимание «глобальной деревни» является вымыслом. Согласно Маклюэну, «чем более вы создаете условия, подобные жизни в деревне, тем больше вы получаете разрывов последовательности, разногласий и разнообразия. Глобальная деревня абсолютно обеспечивает максимально возможное несогласие по всем вопросам» (McLuhan: Hot & Cool, NY, Signet Books published by The New American Library, Inc., 1967, p. 272).